# Andrea Bleicher
Andrea Bleicher (* 1974) ist eine Schweizer Journalistin.

## Leben
Bleicher absolvierte zunächst eine Ausbildung zur Buchhändlerin und besuchte 1997/98 die Ringier Journalistenschule in Zürich.
Danach war sie Reporterin bei der Boulevardzeitung Blick. 2000 wurde sie Reporterin und Blattmacherin der Pendlerzeitungen 20 Minuten und Metropol. Sie wirkte von 2002 bis 2007 als Inlandsredakteurin bei der SonntagsZeitung. Danach leitete sie das Nachrichtenressorts beim Blick. Ab 2010 war sie Ressortleiterin News des integrierten Newsrooms der Blick-Gruppe. 2013 wurde sie als erste Frau des Blicks Chefredaktorin ad interim. Ihre Absetzung durch das Medienunternehmen Ringier wurde überregional im deutschsprachigen Raum diskutiert. Von 2014 bis Ende 2017 war sie stellvertretende Chefredaktorin bei der SonntagsZeitung. Seit 2018 betreibt sie zusammen mit einer Kollegin eine Agentur für Storytelling.
Sie ist Mutter von zwei Kindern aus einer früheren Partnerschaft. 